# Pedro Varela Olivera
|  | No s'ha de confondre amb José Pedro Varela. |

Pedro José Varela Olivera (Florida, 22 de febrer de 1837 - Montevideo, 1906), va ser un polític i sociòleg uruguaià, President de la República (interí) el 1868 i Governador Provisori de 1875 a 1876.
Partidari del General Venancio Flores, va integrar el seu govern i, després de l'acabament del govern d'aquest, va exercir el Poder Executiu com a President del Senat del 15 de febrer a l'1 de març de 1868.
Senador entre 1868 i 1869 i després entre 1871 i 1874. Després del motí militar del 15 de gener de 1875 va ser designat com a Governador Provisori, càrrec que va exercir fins i tot que, enfrontat amb Lorenzo Latorre, va renunciar el 10 de març de 1876.
Durant el govern de Latorre va viure exiliat a Buenos Aires, retornant després a l'Uruguai. Sense activitat política posterior, va morir a Montevideo el 1906, en la pobresa i l'oblit.